# 卡特拉斯
卡特拉斯（Katras），是印度贾坎德邦Dhanbad县的一个城镇。总人口51182（2001年）。

## 人口
该地2001年总人口51182人，其中男性27569人，女性23613人；0—6岁人口6815人，其中男3499人，女3316人；识字率66.45%，其中男性为73.85%，女性为57.81%。